# 글리세르알데하이드 3-인산 탈수소효소
글리세르알데하이드 3-인산 탈수소효소(영어: glyceraldehyde 3-phosphate dehydrogenase, GAPDH) (EC 1.2.1.12)는 해당과정의 6번째 단계를 촉매하는 약 37 kDa의 효소로, 글리세르알데하이드 3-인산을 1,3-비스포스포글리세르산으로 전환시키는 가역적인 반응을 촉매한다. 글리세르알데하이드 3-인산 탈수소효소는 오랫동안 확립되어 온 대사적인 기능 외에도, 전사 활성화, 아폽토시스의 개시, 소포체에서 골지체로의 소포 이동, 고속축삭수송 또는 축삭수송을 포함한 몇 가지 비대사적인 과정과 관련되어 있다. 정소에서 정소-특이적 동질효소인 GAPDHS가 발현된다.

## 구조
정상적인 세포 조건 하에서, 세포질의 글리세르알데하이드 3-인산 탈수소효소는 주로 사량체로 존재한다. 글리세르알데하이드 3-인산 탈수소효소는 각각의 단일 촉매 싸이올기를 함유하고 있고 효소의 촉매 기능에 결정적인 4개의 동일한 37 kDa 소단위체로 구성된다. 핵의 글리세르알데하이드 3-인산 탈수소효소는 pH 8.3~8.7의 등전점(pI)를 증가시켰다. 주목할 점은, 효소 활성 부위의 시스테인 잔기 Cys152는 산화 스트레스에 의한 아폽토시스의 유도에 필요하다. 특히 세포질의 글리세르알데하이드 3-인산 탈수소효소의 번역 후 변형은 해당과정 이외의 역할에 기능할 수 있도록 한다.
글리세르알데하이드 3-인산 탈수소효소는 알려지지 않은 스플라이스 변이체로 단일 mRNA 전사체를 생성하는 단일 유전자에 의해 암호화되지만, 아이소 형태는 정자에서만 발현되는 별도의 유전자로서 존재한다.

## 반응
|  |

### 글리세르알데하이드 3-인산의 두 단계 전환
첫 번째 반응은 1번 위치에서 글리세르알데하이드 3-인산의 산화인데, 여기서 알데하이드는 카복실산(ΔG°'=-50 kJ/mol (−12kcal/mol))으로 전환되고 동시에 NAD+는 NADH로 환원된다.
이러한 높은 에너지 방출성의 산화 반응에 의해 방출된 에너지는 무기 인산이 글리세르알데하이드 3-인산 중간생성물로 전달되어 고에너지 인산 화합물인 1,3-비스포스포글리세르산을 형성하는 에너지 흡수성의 두 번째 반응(ΔG°'=+50 kJ/mol (+12kcal/mol))을 유발한다.
이것은 산화와 짝지어진 인산화의 예이고, 전체 반응은 다소 에너지 흡수성(ΔG°'=+6.3 kJ/mol (+1.5))이다. 여기서 에너지 짝지어짐은 글리세르알데하이드 3-인산 탈수소효소에 의해 가능해진다.

### 메커니즘
글리세르알데하이드 3-인산 탈수소효소는 이 반응의 두 번째 단계에서 매우 큰 활성화 에너지를 줄이기 위해 공유결합성 촉매 및 일반적 염기 촉매를 사용한다.

#### 1: 산화
먼저, 글리세르알데하이드 3-인산 탈수소효소의 활성 부위에서 시스테인 잔기는 글리세르알데하이드 3-인산의 카보닐기를 공격하여 헤미싸이오아세탈 중간생성물(공유결합성 촉매)를 생성한다.
헤미싸이오아세탈은 효소의 활성 부위에 있는 히스티딘 잔기에 의해 탈양성자화(일반적 염기 촉매)된다. 탈양성자화는 다음에 생성되는 싸이오에스터 중간체에서 카보닐기의 재형성 및 수소화물 이온의 방출을 촉진합니다.
다음으로 NAD+의 인접한 밀접하게 결합된 분자는 글리세르알데하이드 3-인산으로부터 수소화물 이온을 받아들여 NADH를 형성하는 한편, 글리세르알데하이드 3-인산은 일련의 단계에서 싸이오에스터로 동시에 산화된다.
이 싸이오에스터 종은 글리세르알데하이드 3-인산 탈수소효소가 없을 때 글리세르알데하이드 3-인산이 산화되어 생성되는 카복실산 종보다 에너지가 훨씬 더 높다(덜 안정함). 이 카복실산 종은 에너지 상태가 너무 낮은데 반응의 두 번째 단계(인산화)에 대한 에너지 장벽을 너무 높아지게 만들기 때문에 반응 속도가 너무 느려지게 되고 살아있는 생명체에 불리해진다.

#### 2: 인산화
NADH는 활성 부위를 떠나고 또 다른 분자의 NAD+의 양전하는 다음 단계 및 최종 단계의 전이 상태에서 음전하의 카보닐 산소를 안정화시킨다. 마지막으로 무기 인산 분자는 싸이오에스터를 공격하고 사면체의 중간생성물을 형성한 다음 붕괴하여 1,3-비스포스포글리세르산 및 효소의 시스테인 잔기의 싸이올기를 방출한다.

### 조절
글리세르알데하이드 3-인산 탈수소효소는 다른 자리 입체성 조절의 모르페인(morpheein) 모델을 사용할 수 있다.

## 기능

### 물질대사
그 이름에서도 알 수 있듯이, 글리세르알데하이드 3-인산 탈수소효소는 글리세르알데하이드 3-인산의 1,3-비스포스포글리세르산으로의 전환을 촉매한다. 이 반응은 진핵세포의 세포질에서 일어나는 에너지와 탄소 분자 공급의 중요한 대사 경로인 포도당의 해당과정의 6번째 단계이다. 전환은 두 단계로 구성되는데, 첫 번째 단계는 열역학적으로 유리한 단계이고, 두 번째 단계는 열역학적으로 불리한 단계이다.

### 전사 및 아폽토시스
글리세르알데하이드 3-인산 탈수소효소는 그 자체로 전사를 활성화시킬 수 있다. OCA-S 전사 공동활성화제 복합체는 글리세르알데하이드 3-인산 탈수소효소 및 젖산 탈수소효소를 함유하는 데, 이 두 단백질은 이전에는 대사에만 관여하는 것으로 생각되어 왔다. 글리세르알데하이드 3-인산 탈수소효소는 세포질과 세포핵 사이를 이동하여 대사 상태를 유전자 전사와 연결시킬 수 있다.
2005년에 하라(Hara)외 연구진들은 글리세르알데하이드 3-인산 탈수소효소가 아폽토시스를 일으킨다는 것을 보여주었다. 이것은 제3의 기능은 아니지만, 위에서 서술한 전사 활성화에서와 같이 DNA에 글리세르알데하이드 3-인산 탈수소효소가 결합하는 것에 의해 매개되는 활성으로 볼 수 있다. 이 연구는 글리세르알데하이드 3-인산 탈수소효소가 세포 스트레스에 반응하여 일산화 탄소에 의해 S-나이트로실화되어 유비퀴틴 연결효소인 SIAH1 단백질에 결합하는 것을 입증했다. 복합체는 핵으로 이동하여 SIAH1은 분해를 위해 핵 단백질을 표적으로 하여 조절된 세포 셧다운을 개시한다. 후속 연구에서 연구팀은 파킨슨병을 치료하기 위해 임상적으로 사용된 데프레닐이 S-나이트로실화를 방지함으로써 글리세르알데하이드 3-인산 탈수소효소의 아폽토시스 작용을 강하게 감소시켜 약물로 사용될 수 있음을 보여주었다.

### 대사 스위치
글리세르알데하이드 3-인산 탈수소효소는 산화 스트레스 하에서 가역적 대사 스위치로 작용한다. 세포가 산화제에 노출되면 많은 양의 항산화 보조 인자인 NADPH가 필요하다. 세포질에서 NADPH는 여러 효소에 의해 NADP+로부터 환원된다. 오탄당 인산 경로의 첫 번째 단계를 촉매하는 포도당 6-인산 탈수소효소도 NADP+를 NADPH로 환원시킨다. 산화제의 처리는 글리세르알데하이드 3-인산 탈수소효소의 불활성화를 유발한다. 이러한 불활성화는 해당과정에서 오탄당 인산 경로로의 대사 흐름을 일시적으로 다시 지정하여, 세포가 더 많은 NADPH를 생성할 수 있도록 한다. 스트레스 조건에서 NADPH는 글루타레독신 및 싸이오레독신을 포함한 일부 항산화 시스템에 필요하며 글루타싸이온의 재활용에 필수적이다.

### 소포체로부터 골지체로의 수송
글리세르알데하이드 3-인산 탈수소효소는 또한 분비된 단백질의 운반 경로의 일부인 소포체에서 골지체로의 소포 수송에 관여하는 것으로 보인다. 글리세르알데하이드 3-인산 탈수소효소는 Rab2에 의해 소포체의 소포소관 클러스터로 모여서 COPI 소포를 형성하는 것을 돕는 것으로 밝혀졌다. 글리세르알데하이드 3-인산 탈수소효소는 Src에 의한 티로신 인산화를 통해 활성화된다.

### 추가적인 기능
글리세르알데하이드 3-인산 탈수소효소는 다른 많은 효소들과 마찬가지로 여러 기능들을 가지고 있다. 해당과정의 6번째 단계를 촉매하는 것 외에도 최근의 연구 결과들은 글리세르알데하이드 3-인산 탈수소효소가 다른 세포 과정들에 관여하는 것으로 나타나고 있다. 글리세르알데하이드 3-인산 탈수소효소는 세포의 철 항상성, 특히 세포 내 불안정한 헴에 대한 샤페론 단백질을 유지하는 맥락에서 더 높은 차수의 다기능성을 나타내는 것으로 설명되었다. 이것은 연구자들에게는 놀라운 일이었지만, 새로운 단백질을 처음부터 진화시키는 대신 기존의 단백질을 재사용하고 적응시키는 것은 진화적으로 의미가 있다.

## 부하 조절로 사용
글리세르알데하이드 3-인산 탈수소효소는 대부분의 조직과 세포에서 안정적이고 구성적으로 발현되기 때문에 하우스키핑 유전자로 간주된다. 이러한 이유로 글리세르알데하이드 3-인산 탈수소효소는 생물학적 연구자들에 의해 웨스턴 블롯의 부하 조절 및 qPCR의 조절 수단으로 일반적으로 사용된다. 그러나 연구자들은 특정 조건 하에서 글리세르알데하이드 3-인산 탈수소효소의 다른 조절을 보고했다. 예를 들어, 전사인자 MZF1은 글리세르알데하이드 3-인산 탈수소효소 유전자를 조절하는 것으로 나타났다. 저산소증은 또한 글리세르알데하이드 3-인산 탈수소효소를 강력하게 상향 조절한다. 따라서 글리세르알데하이드 3-인산 탈수소효소를 부하 조절로 사용하는 것은 신중하게 고려되어야 한다.

## 세포에서의 분포
해당과정의 모든 과정은 세포질에서 일어나며 글리세르알데하이드 3-인산 탈수소효소는 해당과정의 6번째 단계의 반응을 촉매한다. 적혈구에서 글리세르알데하이드 3-인산 탈수소효소 및 다른 해당과정의 효소들은 세포막 내부의 복합체에 모인다. 이러한 과정은 인산화 및 산소화에 의해 조절되는 것으로 보인다. 해당과정의 여러 효소들이 서로 가까이 모여 있으면 포도당 분해의 전체 속도가 크게 증가할 것으로 예상된다. 최근의 연구에 의하면 글리세르알데하이드 3-인산 탈수소효소가 세포막 외부에 철 의존적 방식으로 발현되며, 세포성 철 항상성 유지에 역할을 하는 것으로 밝혀졌다.

## 임상적 중요성

### 암
글리세르알데하이드 3-인산 탈수소효소는 피부 흑색종과 같은 다수의 사람의 암에서 과발현되며, 이의 발현은 종양의 진행과 양의 상관관계가 있다. 이의 해당과정 및 항아폽톱시스 기능은 종양 세포의 증식 및 보호에 기여하며 발암을 촉진한다. 특히 글리세르알데하이드 3-인산 탈수소효소는 스핑고지질인 세라마이드를 자극하는 화학요법 약물에 의해 유도된 텔로미어의 단축을 방지한다. 한편, 산화 스트레스와 같은 조건은 글리세르알데하이드 3-인산 탈수소효소의 기능을 손상시켜 세포의 노화 및 사망으로 이어지게 한다. 또한, 글리세르알데하이드 3-인산 탈수소효소의 고갈은 종양 세포의 생물학적 노화를 유도하기 때문에 종양의 성장을 제어하기 위한 세로운 치료 전략으로 제시되었다.

### 신경변성
글리세르알데하이드 3-인산 탈수소효소는 주로 그 질환 또는 장애에 특이적인 다른 단백질과의 상호작용을 통해 몇몇 퇴행성 신경질환 및 장애와 연관되어 있다. 이러한 상호작용은 에너지 대사뿐만 아니라 글리세르알데하이드 3-인산 탈수소효소의 다른 기능에도 영향을 줄 수 있다. 예를 들어, 아밀로이드 베타 전구체 단백질과 글리세르알데하이드 3-인산 탈수소효소의 상호작용은 세포골격 또는 막수송과 관련된 기능을 방해할 수 있는 반면, 헌팅틴과의 상호작용은 아폽토시스, 핵의 tRNA 수송, DNA 복제, DNA 복구와 관련된 기능을 방해할 수 있다. 또한 글리세르알데하이드 3-인산 탈수소효소의 핵 전위는 파킨슨병에서 보고되었으며, 라사길린과 같은 몇몇 항아폽토시스성 파킨슨병 약물은 글리세르알데하이드 3-인산 탈수소효소의 핵 전위를 방지하는 기능을 한다. 저(低)대사가 파킨슨병의 한 기여자일 수 있다고 제안되었지만, 신경 퇴행성 질환에 글리세르알데하이드 3-인산 탈수소효소 관여의 기본 메커니즘은 명확하게 남아 있다. 글리세르알데하이드 3-인산 탈수소효소 유전자의 5' UTR에서 SNP rs3741916은 후기 발병 알츠하이머병과 관련될 수 있다.

## 상호작용

### 단백질 결합 파트너
글리세르알데하이드 3-인산 탈수소효소는 다음과 같은 물질들과 단백질-단백질 상호작용을 통해 여러 가지 생물학적 기능에 참여한다.
- 튜불린 – 미세소관 번들링을 용이하게 함.[3]
- 액틴 – 액틴 중합을 촉진시킴.[3]
- VDAC1 – 미토콘드리아 막 투과 및 아폽토시스를 유도함.[3]
- 이노시톨 1,4,5-삼중인산 수용체 – 세포 내 Ca2+ 신호 전달을 조절함.[3]
- Oct-1 – 세포 주기의 S기 동안 히스톤 H2B 합성에 필요한 보조활성자 복합체인 OCA-S를 형성함.[4]
- p22 – 미세소관 조직을 돕는다.[4]
- Rab2 – 소포체-골지체 수송을 촉진함.[4]
- 트랜스페린 – 다양한 세포 표면 및 세포 외액에 존재함.[4][19][25]
- 젖산 탈수소효소.[4]
- 락토페린.[26]
- APEX1 – 산화된 형태에서 환원된 형태로 전환되면 엔도뉴클레이스 활성을 갖게 된다.[4]
- 전골수구성백혈병 단백질 – RNA-의존적 방식으로 작용함.[4]
- RHEB – 낮은 포도당 조건에서 GTPase를 격리시킴.[4]
- Siah1은 핵으로 전위하는 복합체를 형성하여, 질산화적 스트레스 상태에서 핵 단백질을 유비퀴틴화하고 분해한다.[4]
- GOSPEL(GAPDH's cOmpetitor of Siah Protein Enhances Life)은 Siah1과 글리세르알데하이드 3-인산 탈수소효소와의 상호작용을 차단하여 산화 스트레스에 대한 세포 사멸을 방지한다.[4]
- p300/CREB 결합 단백질은 글리세르알데하이드 3-인산 탈수소효소를 아세틸화하고, 그 결과 추가 아폽토시스 대상의 아세틸화를 강화시킨다.[4]
- 골격근 특이적 Ca2+/칼모둘린 의존적 단백질 키네이스.[4]
- 단백질 키네이스 B.[4]
- 아밀로이드 베타 전구체 단백질.[23]
- 헌팅틴.[23]
- 글리세르알데하이드 3-인산 탈수소효소는 동형 올리고머/응집체로 자가 결합할 수 있다.

### 핵산 결합 파트너
글리세르알데하이드 3-인산 탈수소효소는 단일 가닥 RNA 및 DNA와 결합하고, 다음과 같은 다수의 핵산 결합 파트너가 확인되었다.
- tRNA,
- A형 간염 바이러스 RNA,
- B형 간염 바이러스 RNA,
- C형 간염 바이러스 RNA,
- HPIV3,
- 림포카인 mRNA,
- IFN-γ mRNA,
- 일본뇌염 바이러스 mRNA,
- 텔로미어 DNA.

### 저해제
- 코닝산

## 같이 보기
- 글리세르알데하이드 3-인산
- 탈수소효소
- 산화환원효소

## 더 읽을거리
- Voet D, Voet JG (2010). 《Biochemistry》. New York: Wiley. ISBN 978-0-470-57095-1.
- Stryer L, Berg JM, Tymoczko JL (2002). 《Biochemistry, Fifth Edition & Lecture Notebook》. San Francisco: W. H. Freeman. ISBN 978-0-7167-9804-0.
- diagram of the GAPDH reaction mechanism from Lodish MCB at NCBI bookshelf
- similar diagram from Alberts The Cell at NCBI bookshelf